# Frenchkiss Records
Frenchkiss Records je nezávislá nahrávací společnost sídlící v New Yorku. Byla založena v roce 1999 Sydem Butlerem, baskytaristou kapely Les Savy Fav. Byla založena pro vydání jejich vlastního alba The Cat and The Cobra, pouději pod její hlavičkou vydávávaly kapely jako The Hold Steady, The Antlers, The Dodos, Local Natives a Passion Pit.
V září 2014 byla společnost odkoupena vydavatelstvím The Orchard.

## Umělci
- The Antlers
- The Bright Light Social Hour
- Call Me Lightining
- The Dodos
- Drowners
- The Drums
- Eleanor Friedberger
- Emma Louise
- Ex Models
- Freelance Whales
- Les Savy Fav
- Local Natives
- The Plastic Constellations
- Passion Pit
- Sean Na Na
- Suckers
- Thunderbirds are Now!